# 伐爾得斯
伐爾得斯（Antonio Carreño de Valdes，?—?），西班牙人，1626年，他擔任首任西班牙雞籠淡水長官，控制了北台灣的行政與軍事。
南台灣被荷蘭佔領後，當時佔領菲律賓的西班牙總督施爾瓦（Fernándo de Silva）得悉荷蘭人佔據台灣南部後，也不甘示弱，1626年春，命令伐爾得斯率領台灣遠征軍登陸佔領了台灣北部的雞籠（今基隆），並於社寮島（今和平島）築城而稱之為「聖救主」（San Salvador）。5月12日進入雞籠港，5月16日在社寮島舉行占領典禮。:88
之後，伐爾得斯自任長官，並佔領蛤仔難（今宜蘭），並在滬尾（今淡水區）興建「聖多明哥城」（位於今紅毛城原址）。